# Lev Goudkov
Pour les articles homonymes, voir Goudkov.
Lev Dmitrievitch Goudkov (en russe : Лев Дмитриевич Гудков ; né le 6 décembre 1946 à Moscou) est un sociologue russe, directeur du Centre analytique Levada de 2006 à 2021 et rédacteur en chef de la revue Le Bulletin de l'opinion publique russe.

## L’activité scientifique
Goudkov étudie le journalisme, la sociologie et la philologie à l'université d'État de Moscou et, en 1971, il obtient le diplôme. Il continue ses études à l’Institut de philosophie de l’Académie des sciences de Russie jusqu’en 1977. Sa thèse concerne le concept de méthodologie des sciences sociales de Max Weber et la tradition allemande de compréhension de la sociologie. En 1995 Goudkov soutient sa thèse de doctorat en philosophie.
De 1970 à 1973 il travaille pour le département de méthodologie des recherches des processus sociaux à l’Académie des sciences de Russie.
Pour les années suivantes jusqu’au 1977, Goudkov est employé au département de philosophie et de sociologie à l’Institut de l’information scientifique sur les études sociales, qui appartient à l’Académie de Sciences de Russie.
De 1977 à 1984 il est chargé de recherche au département de la Sociologie de la Bibliothèque d'État de Russie.
Entre 1984 et 1986 il est l’un des meilleurs employés scientifiques du Département de la Sociologie du design en Institut des recherches dans le domaine de l’esthétique technique.
Pendant les deux années suivantes jusqu’au 1988, Goudkov est chargé de recherche de la Chambre des livres de l’Union Soviétique.
En 1988 Goudkov commence son travail à VTsIOM, et devient rapidement l’un des meilleurs chercheurs du centre. Trois ans après, il est nommé le chef du département de théorie, puis du département des recherches socio-politiques à VTsIOM.
Goudkov participe à tous les projets des recherches de VtsIOM, alors qu'il est sous la direction de Iouri Levada, tels comme :
- “L’homme soviétique de 1989 à 2003” ;
- “Bureaucratie” ;
- “Nationalisme russe” ;
- “Les résultats de l’année: La société de 1989 à 2003”.

## Travail au Centre Levada
Quand des problèmes internes apparaissent à VTsIOM, en 2003, Goudkov le quitte avec Iouri Levada et la majorité des employés pour collaborer à nouveau-organisé Centre analytique Levada.
Après la mort de Iouri Levada en 2006, Goudkov est élu directeur du Centre par la décision unanime du conseil d’administration. Il le quitte en juin 2021, mais continue a en exercer la direction scientifique. 
En dehors de son travail dans ces différentes institutions, Goudkov enseigne à l’Institut des sciences européennes auprès de l’université d’État russe des sciences humanitaires, et enseigne la sociologie de la politique à l’École supérieure des sciences sociales et économiques à Moscou. Dans les années 2005–2007 il fait des cours et organise des séminaires sur le sujet : « la Russie, est-elle la société transitionnelle ? – Des facteurs institutionnels du conservatisme socio-politique en Russie post-soviétique ».

## Publications
Goudkov est l’auteur des livres et des articles concernant la théorie et la méthodologie de la sociologie, la sociologie de la littérature, des relations ethno-nationales et des problèmes de la société post-soviétique, par exemple :
- Lev Goudkov. Metafora i ratsionalnost' v perspektive socialnoï epistemologii. Moscou, 1994 (Métaphore et  rationalité comme le problème de l’épistémologie sociale).
- Lev Goudkov, Boris Doubine. Literatura kak socialnyï institut. Moscou (Littérature comme l’institut social) Moscou, NLO, 1995
- Goudkov, L. et Levinson, A. Attitudes Toward Jews in the Soviet Union: Public Opinion in Ten Republics. New York: American Jewish Committee, 1993 (L’Attitude envers les juifs en Union Soviétique : l’opinion publique en dix Républiques)
- Goudkov, L. et Levinson, A. Attitudes toward Jews in the Commonwealth of Intependent States. New York: American Jewish Committee, 1994 (L’attitude envers les juifs dans la Communauté des États indépendants)
- Goudkov L, Doubine B. Obchtchstvennyï dogovor v Rossii (Contrat social en Russie). Sociological survey. Moscou, 2001.,
- La Russia postcomunista. Da Gorbaciov a Putin. Luiss University Press, 2005, 181 p.
- Goudkov L., Doubine B., Levada Iuo. Problema elity v sovremennoï Rossii (Le Problème d’élite en Russie contemporaine), Moscou, 2007